# 족쇄

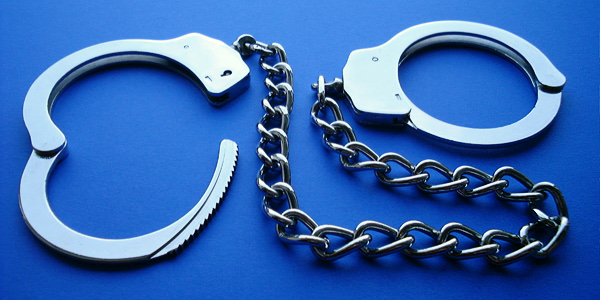
족쇄

족쇄(足鎖)는 사람의 발목에 채우는 쇠사슬이다. 족쇄를 찬 사람은 다른 곳으로 도망치거나 신체적인 저항을 할 수 없고 걷는 것만 가능하다. 과거에는 수감자, 노예를 감시하기 위한 차원에서 사용되었다. 족쇄는 자유를 억압하는 대상에 대한 비유적인 표현으로 쓰이기도 한다.

## 같이 보기
- 수갑